# リュブリャナ動物園
リュブリャナ動物園 (スロベニア語: Živalski vrt Ljubljana, 英語: Ljubljana Zoo) は、スロベニアのリュブリャナにある19.6ヘクタールの広さを持つ動物園である。スロベニアの国立動物園であり、年中通して開園している。市中心部から徒歩20分の距離で、森林や牧草地といった自然環境の中にある、ロージュニクの丘の南側斜面に位置する。動物園周辺のアルプス山脈、カルパチア盆地、地中海、ディナル・アルプス山脈の動物が展示されており、119種類500の動物（昆虫を除く）が飼育されている。

## 歴史
リュブリャナ動物園は、1949年3月10日に、リュブリャナ市当局によって設立された。動物園は最初、リュブリャナの中心部に置かれていたが、1951年に現在地へと移転した:9。
2008年、2016年まで動物園全体の改装を行うことが発表された。2009年には、新しくやってきたリスザルの展示が始まった。同年にはアルパカやレッサーパンダも加わった。2009年にはアシカの展示も始まり、2013年には3頭のカリフォルニアアシカも迎えている。2010年、シベリアトラが高齢で死亡した。1996年からは、カールスルーエ動物園から一組のライオンが移ってきた。オスは2011年の整形手術の後に死亡し、メスは2013年にガンで死亡した。
2011年、4匹のアライグマを迎えて新しい展示が設置された。また、オオヤマネコも加わった。2012年には、ソデグロヅルを1組、オオフラミンゴを40羽受け入れている。2013年、旧シベリアトラ舎が改装されて、スウェーデンのボロース動物園から初めてチーターが加わった。

## ギャラリー

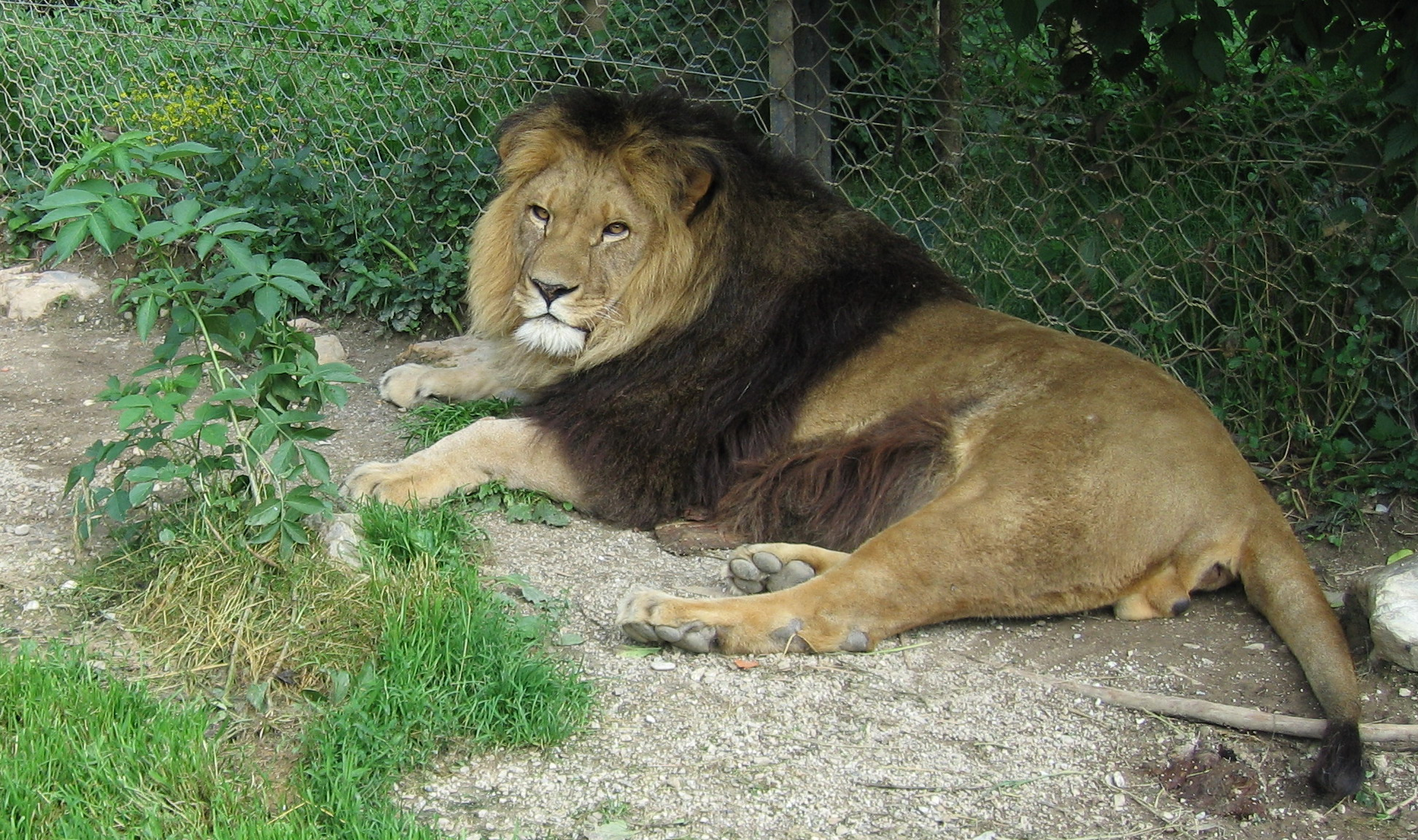
ライオン